# Anoectangium brotherusii
Anoectangium brotherusii är en bladmossart som beskrevs av Kis 1984. Anoectangium brotherusii ingår i släktet Anoectangium och familjen Pottiaceae. Inga underarter finns listade i Catalogue of Life.